# Кутнякова Олександра Вікторівна
Олександра Вікторівна Кутнякова (нар. 7 листопада 1997, Запоріжжя) — українська волейболістка, ліберо. Гравець національної збірної. 

## Із біографії
У складі національної збірної виступала на турнірі Золотої європейської ліги 2022 року. На майданчик виходила у грі проти румунок 25 травня (перемога 3:1).

## Клуби
| Роки      | Команди                                 |
| --------- | --------------------------------------- |
| 2017—2018 | «Орбіта» (Запоріжжя)                    |
| 2018—2021 | «Полісся» (Житомир)                     |
| 2021—2022 | «Прометей» (Слобожанське)               |
| 2022—2023 | «Волинський край — Університет» (Луцьк) |
| 2023—2024 | «Адріатика» (Трані)                     |
| 2024—     | «Галичанка» (Тернопіль)                 |

## Досягнення
- Чемпіон України (1): 2022
- Володар кубка України (1): 2022
- Володар суперкубка України (1): 2021